# Paradidyma atatula
Paradidyma atatula là một loài ruồi trong họ Tachinidae.